# Федоренко Анатолій Людвігович
Анатолій Людвігович Федоренко (нар. 30 березня 1963) — радянський, казахський та білоруський борець греко-римського стилю, срібний та триразовий бронзовий призер чемпіонатів світу, чотириразовий чемпіон та срібний призер чемпіонатів Європи, чемпіон Азії, срібний призер Кубку світу. Заслужений майстер спорту з греко-римської боротьби.

## Життєпис
Боротьбою почав займатися в Мінську у Г. П. Вальчука. У 1980 році переїхав з Мінська до Гродна та поступив до Гродненського державного університету імені Янки Купали.
У 1981 році став бронзовим призером чемпіонату світу серед юніорів. Наступного року став чемпіоном Європи серед молоді. У 1983 році здобув бронзову медаль чемпіонату світу серед молоді.
Чемпіон СРСР (1985, 1986, 1988). Бронзовий призер чемпіонатів СРСР (1989, 1991).
Чемпіон Спартакіади народів СРСР (1986).
Срібний призер чемпіонату СНД (1992).
Тренер — заслужений тренер СРСР і Білорусі В'ячеслав Максимович.
У збірній команді СРСР з 1985 по 1992 рік.
З 1992 по 2000 рік виступав за збірну команду Білорусі. У 1996 році — за збірну Казахстану.
Виступав за спортивне товариство профспілок, Гродно.
Завершив спортивну кар'єру в 2000 році.
Нагороджений Почесною грамотою Верховної Ради Білоруської РСР.

## Спортивні результати на міжнародних змаганнях

### Виступи на Чемпіонатах світу
| Змагання                        | Збірна   | Вагова категорія                  | Місце  |
| ------------------------------- | -------- | --------------------------------- | ------ |
| Чемпіонат світу з боротьби 1985 | СРСР     | греко-римська боротьба, до 100 кг | Бронза |
| Чемпіонат світу з боротьби 1986 | СРСР     | греко-римська боротьба, до 100 кг | Бронза |
| Чемпіонат світу з боротьби 1989 | СРСР     | греко-римська боротьба, до 100 кг | Бронза |
| Чемпіонат світу з боротьби 1997 | Білорусь | греко-римська боротьба, до 97 кг  | Срібло |
| Чемпіонат світу з боротьби 1998 | Білорусь | греко-римська боротьба, до 130 кг | 8      |

### Виступи на Чемпіонатах Азії
| Змагання                       | Збірна    | Вагова категорія                  | Місце  |
| ------------------------------ | --------- | --------------------------------- | ------ |
| Чемпіонат Азії з боротьби 1996 | Казахстан | греко-римська боротьба, до 100 кг | Золото |

### Виступи на Чемпіонатах Європи
| Змагання                         | Збірна   | Вагова категорія                  | Місце  |
| -------------------------------- | -------- | --------------------------------- | ------ |
| Чемпіонат Європи з боротьби 1985 | СРСР     | греко-римська боротьба, до 100 кг | Золото |
| Чемпіонат Європи з боротьби 1986 | СРСР     | греко-римська боротьба, до 100 кг | 5      |
| Чемпіонат Європи з боротьби 1988 | СРСР     | греко-римська боротьба, до 100 кг | Золото |
| Чемпіонат Європи з боротьби 1990 | СРСР     | греко-римська боротьба, до 100 кг | Золото |
| Чемпіонат Європи з боротьби 1997 | Білорусь | греко-римська боротьба, до 97 кг  | Срібло |
| Чемпіонат Європи з боротьби 1999 | Білорусь | греко-римська боротьба, до 97 кг  | 13     |

### Виступи на Кубках світу
| Змагання                    | Збірна | Вагова категорія                  | Місце  |
| --------------------------- | ------ | --------------------------------- | ------ |
| Кубок світу з боротьби 1988 | СРСР   | греко-римська боротьба, до 100 кг | Срібло |

### Виступи на інших змаганнях
| Змагання                                                             | Збірна   | Вагова категорія                  | Місце  |
| -------------------------------------------------------------------- | -------- | --------------------------------- | ------ |
| Гала гран-прі FILA 1988                                              | СРСР     | греко-римська боротьба, до 100 кг | Золото |
| Золотий Гран-прі з боротьби 1990                                     | СРСР     | греко-римська боротьба, до 100 кг | Бронза |
| Гран-прі Німеччини з боротьби 1990                                   | СРСР     | греко-римська боротьба, до 100 кг | Бронза |
| Гран-прі Німеччини з боротьби 1998                                   | Білорусь | греко-римська боротьба, до 97 кг  | Срібло |
| Олімпійський кваліфікаційний турнір з боротьби 2000 (Клермон-Ферран) | Білорусь | греко-римська боротьба, до 97 кг  | 11     |

### Виступи на змаганнях молодших вікових груп
| Змагання                                      | Збірна | Вагова категорія                 | Місце  |
| --------------------------------------------- | ------ | -------------------------------- | ------ |
| Чемпіонат світу з боротьби серед юніорів 1981 | СРСР   | греко-римська боротьба, до 90 кг | Бронза |
| Чемпіонат Європи з боротьби серед молоді 1982 | СРСР   | греко-римська боротьба, до 90 кг | Золото |
| Чемпіонат світу з боротьби серед молоді 1983  | СРСР   | греко-римська боротьба, до 90 кг | Бронза |